# Bayerische Landesärztekammer
Die Bayerische Landesärztekammer (BLÄK) mit Sitz in München ist eine von 17 deutschen Ärztekammern. Sie besteht aus 180 Delegierten der ärztlichen Kreisverbände und der medizinischen Fachbereiche der Landesuniversitäten. Ihre Organe sind die Vollversammlung (Bayerischer Ärztetag) und der Vorstand.
Zusammen mit den jeweiligen Regierungsbezirken führt die BLÄK die Aufsicht über die 63 ärztlichen Kreisverbände und acht ärztlichen Bezirksverbände in Bayern und überwacht die Erfüllung der ärztlichen Berufspflichten.

## Aufgaben
Als gesetzliche Berufsvertretung der über 92.000 bayerischen Ärztinnen und Ärzte nimmt sie deren beruflichen Belange wahr, fördert die ärztliche Fortbildung und schafft soziale Einrichtungen für Ärzte und deren Angehörige. Außerdem wirkt sie in der öffentlichen Gesundheitspflege mit.
Rechtsgrundlage ist das Bayerische Heilberufe-Kammergesetz (HKaG) und die Satzung der Bayerischen Landesärztekammer. Die Aufsicht über die BLÄK führt das Bayerische Staatsministerium für Gesundheit und Pflege.

## Organe

### Bayerischer Ärztetag
Die Vollversammlung der 174 Delegierten aus den Kreis- und Bezirksverbänden und der sechs Delegierten aus medizinischen Fachbereichen der Landesuniversitäten tritt mindestens einmal jährlich zum Bayerischen Ärztetag zusammen. Die Delegierten und eine angemessene Zahl von Ersatzdelegierten aus den Kreis- und Bezirksverbänden werden auf die Dauer von fünf Jahren gewählt. Die medizinischen Fachbereiche der Landesuniversitäten entsenden ihre Delegierten.
Die Kammer entsendet 39 Delegierte zum Deutschen Ärztetag.
Der Bayerische Ärztetag beschließt zahlreiche Rechtsvorschriften mit Geltung für die Mitglieder der BLÄK, beispielsweise die Satzung, Geschäftsordnung, Berufsordnung, Gebührenordnung, Weiterbildungsordnung und diverse Verfahrensordnungen.

### Vorstand
Der 17-köpfige Vorstand besteht aus dem Präsidenten, den beiden Vizepräsidenten, sechs vom Bayerischen Ärztetag aus seiner Mitte gewählten Mitgliedern sowie den ersten Vorsitzenden der acht ärztlichen Bezirksverbände.

## Ausschüsse
Neben der Ethik-Kommission sind bei der Kammer Ausschüsse eingerichtet, deren Aufgabe die Beratung des Vorstandes ist. Hierzu gehören:
- Beirat der Bayerischen Akademie für ärztliche Fortbildung
- Ausschuss „Angestellte Ärztinnen und Ärzte“
- Finanzausschuss
- Hilfsausschuss
- Ausschuss für Hochschulfragen
- Ausschuss „Ambulant-stationäre Versorgung“
- Ausschuss „Niedergelassene Ärztinnen und Ärzte“

Gemeinsam mit der Kassenärztlichen Vereinigung Bayerns bestehen die Kommissionen Qualitätssicherung und Prävention.
Die BLÄK ist nicht nur für Ärzte, sondern auch für Assistenzberufe zuständig und führt das Verzeichnis der Berufsausbildungsverhältnisse.

## Geschichte
Die Bayerische Ärztekammer wurde 1871 unter König Ludwig II. gegründet. Die Bayerische Landesärztekammer folgte ihr 1927 nach, die jedoch 1935 durch Erlass der Reichsärzteordnung wieder aufgelöst wurde. Nach dem Zweiten Weltkrieg erfolgte 1945 die Neuerrichtung der Bayerischen Landesärztekammer auf Anweisung der Militärregierung.

## Zuständigkeiten
- Erlass der Berufsordnung für die Ärzte Bayerns[11] (Art. 20 HKaG)
- Gutachterstelle
- Berufseinstieg
- Weiterbildung
- Fortbildung
  - Bayerische Akademie für ärztliche Fortbildung
- Prävention
- Qualitätsmanagement
- Medizinische Assistenzberufe
- Ärztliche Stellen gem. Strahlenschutz- und Röntgenverordnung
- Gutachterstelle für Arzthaftungsfragen

Seit 1999 gibt es einen Menschenrechtsbeauftragten bei der Bayerischen Landesärztekammer. Seit 2018 übernimmt die Kommission Menschenrechte und Migration die Aufgaben des Menschenrechtsbeauftragten.

## Publikationen
Das Bayerische Ärzteblatt ist das Mitgliedermagazin für die rund 92.000 Ärztinnen und Ärzte in Bayern und wird zehn Mal im Jahr von der Bayerischen Landesärztekammer (BLÄK) herausgegeben. Durch die Mehrfachnutzung des Magazins kommt das Bayerische Ärzteblatt auf rund 100.000 Leserinnen und Leser pro Ausgabe.
Aktuell (2023) hat das Bayerische Ärzteblatt eine Auflage von über 82.600 Druck-Exemplaren und 7.750 Leserinnen und Leser beziehen das Bayerische Ärzteblatt online. Im Magazin erscheint der Leitartikel, der grundsätzlich vom Präsidium der BLÄK verfasst wird. Hierin wird zu aktuellen berufs- und gesundheitspolitischen Fragen Stellung genommen. Im medizinischen Titelthema des Bayerischen Ärzteblattes schreiben in jeder Ausgabe namhafte Autoren über medizinische Neuigkeiten anhand von drei Kasuistiken aus ihrem jeweiligen Fachgebiet. Die Beiträge sind verbunden mit Fortbildungsfragen und der Möglichkeit für die Leserinnen und Leser, online CME-Punkte zu erwerben. Das Bayerische Ärzteblatt informiert darüber hinaus über aktuelle Themen aus der Gesundheits- und Berufspolitik, gesundheitspolitische Projekte und Vorhaben sowie Gesetze und Regelungen, die die ärztliche Tätigkeit betreffen.
Das Bayerische Ärzteblatt erscheint 2023 in seinem 77. Jahrgang.